# Ochibi-san
Ochibi-san (オチビサン?) è un manga scritto e disegnato da Moyoco Anno.
È stato pubblicato sul quotidiano Asahi Shinbun tra aprile del 2007 e marzo del 2014, per poi essere spostato sulla rivista Aera, nella quale è stato pubblicato tra il 28 aprile 2014 e il 16 dicembre 2019. È stato raccolto in dieci volumi in formato tankōbon da Asahi Shinbun Publishing tra agosto del 2008 e giugno del 2021.
Una trasposizione anime prodotta dallo studio Khara andrà in onda su NHK General TV dall'8 ottobre 2023.

## Personaggi
- Ochibi-san (オチビサン?), doppiato da Manami Hanawa
- Ozeni (ナゼニ?), doppiato da Nobuhiko Okamoto
- Pankui (パンくい?), doppiato da Shiori Izawa
- Ojii (おじい?), doppiato da Chafurin
- Shiroppoi (シロッポイ?), doppiato da Misaki Kuno
- Jack (ジャック?, Jakku), doppiato da Hiroki Gotō
- Akame-chan (アカメちゃん?), doppiato da Yui Ogura
- Hebi-kun (ヘビくん?), doppiato da Kōsuke Echigoya

Fonte:

## Altri media

### Anime
Un cortometraggio anime in stop-motion è stato pubblicato online il 20 aprile 2015 per il Nihon animator mihon'ichi. Il corto è stato diretto e finanziato in crowdfunding da Masashi Kawamura e animato dagli studi Khara e Dwarf.
Una serie televisiva anime è stata annunciata l'8 settembre 2023. La serie è animata dallo studio Khara e diretta da Daisuke Onizuka e Shogo Tsurii, lo studio Khara ha scritto e supervisionato la sceneggiatura e Satoru Kosaki ha composto la colonna sonora. La serie sarà trasmessa in prima TV su NHK General TV l'8 ottobre 2023 e durerà 24 episodi da cinque minuti ciascuno.

### Libri
Un albo illustrato basato sulla serie, intitolato Ochibi-san no himitsu no wa rappa, è stato pubblicato da Kōdansha il 28 maggio 2014. È stato illustrato da Anno e scritto da Motoko Matsuda.